# Idiazábal (Käse)
Idiazabal [iðia'saβal] ist ein spanischer Hartkäse mit geschützter Ursprungsbezeichnung (Denominación de Origen Protegida, DOP).

## Herkunft
Das Herkunftsgebiet umfasst die natürlichen Verbreitungsgebiete der Latxa- und Carranzana-Schafe in Álava, Bizkaia, Gipuzkoa und Navarra, mit Ausnahme der Gemeinden im Roncal-Tal.
Als namensgebend für den Käse wurde der Name des Ortes Idiazabal in der baskischen Provinz Gipuzkoa gewählt, weil dieser den geographischen Mittelpunkt des Produktionsgebietes darstellt.

## Herstellung
Idiazábal wird aus unpasteurisierter Schafmilch der Schafrassen Latxa und Carranzana hergestellt. Die Dicklegung erfolgt mit Lab, der Käsebruch wird gepresst, darf aber nicht gebrannt werden. Der Milch dürfen außer Milchfermenten, Lysozym, Lab und Salz keinerlei Substanzen beigefügt werden. Der Käse reift mindestens 60 Tage.

## Eigenschaften
Die Laibe wiegen 1 bis 3 kg bei einer zulässigen Höhe von 8 bis 12 cm und einem Durchmesser von 10 bis 30 cm mit einer Toleranz von ± 10 %. Der Mindestgehalt des Fetts i. Tr. beträgt 45 %.
Es handelt sich um einen leicht- bis mittelpikanten Hartkäse, welcher in einer ungeräucherten und einer über Buchen- oder Weissdornholz geräucherten Variante hergestellt wird. Die geräucherte Variante lässt sich an der dunkelbraunen Färbung erkennen, die ungeräucherte Käserinde dagegen ist blassgelb.

## Sonstiges
Jährlich findet in dem Ort Ordizia in der Provinz Gipuzkoa eine Käseprobe statt, in der eine Jury den besten Idiazabal-Käse wählt. Bei der Probe wird ein halber Käse verspeist, die verbleibende Käsehälfte wird am selben Ort unter Restaurants und anderen Mitbietenden versteigert und erreicht üblicherweise Preise in der Größenordnung von über 5.000 €.